# Краљева индијска одбрана
Овај чланак користи алгебарску шаховску нотацију како би се описали шаховски потези.
Краљева индијска одбрана је хипермодерно отварање. У овом отварању, црни дозвољава белом да контролише централна поља, како би их касније напао играјући ...ц5 или ...е5.
Све до средине тридесетих година XX века, ово отварање се сматрало сумњивим. Три украјинска велемајстора, Давид Бронштајн, Александар Константинополски и Исак Болеславски, својим анализама и добром игром у којој су користили ово отварање учинили су да Краљева индијка постане популарнија. 
Краљева индијска одбрана је била једно од најдражих отварања некадашњих шампиона: Гарија Каспарова, Михаила Таља и Бобија Фишера, а користили су је и Светозар Глигорић, Ефим Гелер, Мигел Најдорф, и други.

## Варијанте

### Класична варијанта
1. д4 Сф6 2. ц4 г6 3. Сц3 д6 4. е4 Лг7 5.Сф3 0-0 6. Ле2 е5

#### Главна или Мар Дел Плата линија
Наставља са 7. 0-0 Сц6 8. д5 Се7

#### Стара главна линија
7.0-0 Сбд7

#### 7.0-0 е:д4 8. С:д4 систем
Популарисао ју је руски велемајстор Игор Глек

#### 7.0-0 Са6 системи

##### 8. д5 Сц5 9.Дц2 a5
Понекад може да се преокрене у Петросјанов систем

#### Петросјанов систем
7.д5

#### Глигорићев систем
7. Ле3

#### 7. ...х6
Овај наставак популарише Џон Нан

#### Варијанта размене
7. д:е5 д:е5 8. Д:д8 Р:д8

### Земишева варијанта
5.ф3

### Авербаховаваријанта
5. Ле2 0-0 Лг5

### Напад 4 пешака
5. ф4

### Фианкето варијанта
3. Сф3 Лг7 4. г3
|   | a | b | c | d | e | f | g | h |   |
| 8 | a8 black rook · b8 black knight · c8 black bishop · d8 black queen · f8 black rook · g8 black king · a7 black pawn · b7 black pawn · c7 black pawn · f7 black pawn · g7 black bishop · h7 black pawn · d6 black pawn · f6 black knight · g6 black pawn · e5 black pawn · c4 white pawn · d4 white pawn · e4 white pawn · c3 white knight · f3 white knight · a2 white pawn · b2 white pawn · e2 white bishop · f2 white pawn · g2 white pawn · h2 white pawn · a1 white rook · c1 white bishop · d1 white queen · e1 white king · h1 white rook | a8 black rook · b8 black knight · c8 black bishop · d8 black queen · f8 black rook · g8 black king · a7 black pawn · b7 black pawn · c7 black pawn · f7 black pawn · g7 black bishop · h7 black pawn · d6 black pawn · f6 black knight · g6 black pawn · e5 black pawn · c4 white pawn · d4 white pawn · e4 white pawn · c3 white knight · f3 white knight · a2 white pawn · b2 white pawn · e2 white bishop · f2 white pawn · g2 white pawn · h2 white pawn · a1 white rook · c1 white bishop · d1 white queen · e1 white king · h1 white rook | a8 black rook · b8 black knight · c8 black bishop · d8 black queen · f8 black rook · g8 black king · a7 black pawn · b7 black pawn · c7 black pawn · f7 black pawn · g7 black bishop · h7 black pawn · d6 black pawn · f6 black knight · g6 black pawn · e5 black pawn · c4 white pawn · d4 white pawn · e4 white pawn · c3 white knight · f3 white knight · a2 white pawn · b2 white pawn · e2 white bishop · f2 white pawn · g2 white pawn · h2 white pawn · a1 white rook · c1 white bishop · d1 white queen · e1 white king · h1 white rook | a8 black rook · b8 black knight · c8 black bishop · d8 black queen · f8 black rook · g8 black king · a7 black pawn · b7 black pawn · c7 black pawn · f7 black pawn · g7 black bishop · h7 black pawn · d6 black pawn · f6 black knight · g6 black pawn · e5 black pawn · c4 white pawn · d4 white pawn · e4 white pawn · c3 white knight · f3 white knight · a2 white pawn · b2 white pawn · e2 white bishop · f2 white pawn · g2 white pawn · h2 white pawn · a1 white rook · c1 white bishop · d1 white queen · e1 white king · h1 white rook | a8 black rook · b8 black knight · c8 black bishop · d8 black queen · f8 black rook · g8 black king · a7 black pawn · b7 black pawn · c7 black pawn · f7 black pawn · g7 black bishop · h7 black pawn · d6 black pawn · f6 black knight · g6 black pawn · e5 black pawn · c4 white pawn · d4 white pawn · e4 white pawn · c3 white knight · f3 white knight · a2 white pawn · b2 white pawn · e2 white bishop · f2 white pawn · g2 white pawn · h2 white pawn · a1 white rook · c1 white bishop · d1 white queen · e1 white king · h1 white rook | a8 black rook · b8 black knight · c8 black bishop · d8 black queen · f8 black rook · g8 black king · a7 black pawn · b7 black pawn · c7 black pawn · f7 black pawn · g7 black bishop · h7 black pawn · d6 black pawn · f6 black knight · g6 black pawn · e5 black pawn · c4 white pawn · d4 white pawn · e4 white pawn · c3 white knight · f3 white knight · a2 white pawn · b2 white pawn · e2 white bishop · f2 white pawn · g2 white pawn · h2 white pawn · a1 white rook · c1 white bishop · d1 white queen · e1 white king · h1 white rook | a8 black rook · b8 black knight · c8 black bishop · d8 black queen · f8 black rook · g8 black king · a7 black pawn · b7 black pawn · c7 black pawn · f7 black pawn · g7 black bishop · h7 black pawn · d6 black pawn · f6 black knight · g6 black pawn · e5 black pawn · c4 white pawn · d4 white pawn · e4 white pawn · c3 white knight · f3 white knight · a2 white pawn · b2 white pawn · e2 white bishop · f2 white pawn · g2 white pawn · h2 white pawn · a1 white rook · c1 white bishop · d1 white queen · e1 white king · h1 white rook | a8 black rook · b8 black knight · c8 black bishop · d8 black queen · f8 black rook · g8 black king · a7 black pawn · b7 black pawn · c7 black pawn · f7 black pawn · g7 black bishop · h7 black pawn · d6 black pawn · f6 black knight · g6 black pawn · e5 black pawn · c4 white pawn · d4 white pawn · e4 white pawn · c3 white knight · f3 white knight · a2 white pawn · b2 white pawn · e2 white bishop · f2 white pawn · g2 white pawn · h2 white pawn · a1 white rook · c1 white bishop · d1 white queen · e1 white king · h1 white rook | 8 |
| 7 | a8 black rook · b8 black knight · c8 black bishop · d8 black queen · f8 black rook · g8 black king · a7 black pawn · b7 black pawn · c7 black pawn · f7 black pawn · g7 black bishop · h7 black pawn · d6 black pawn · f6 black knight · g6 black pawn · e5 black pawn · c4 white pawn · d4 white pawn · e4 white pawn · c3 white knight · f3 white knight · a2 white pawn · b2 white pawn · e2 white bishop · f2 white pawn · g2 white pawn · h2 white pawn · a1 white rook · c1 white bishop · d1 white queen · e1 white king · h1 white rook | a8 black rook · b8 black knight · c8 black bishop · d8 black queen · f8 black rook · g8 black king · a7 black pawn · b7 black pawn · c7 black pawn · f7 black pawn · g7 black bishop · h7 black pawn · d6 black pawn · f6 black knight · g6 black pawn · e5 black pawn · c4 white pawn · d4 white pawn · e4 white pawn · c3 white knight · f3 white knight · a2 white pawn · b2 white pawn · e2 white bishop · f2 white pawn · g2 white pawn · h2 white pawn · a1 white rook · c1 white bishop · d1 white queen · e1 white king · h1 white rook | a8 black rook · b8 black knight · c8 black bishop · d8 black queen · f8 black rook · g8 black king · a7 black pawn · b7 black pawn · c7 black pawn · f7 black pawn · g7 black bishop · h7 black pawn · d6 black pawn · f6 black knight · g6 black pawn · e5 black pawn · c4 white pawn · d4 white pawn · e4 white pawn · c3 white knight · f3 white knight · a2 white pawn · b2 white pawn · e2 white bishop · f2 white pawn · g2 white pawn · h2 white pawn · a1 white rook · c1 white bishop · d1 white queen · e1 white king · h1 white rook | a8 black rook · b8 black knight · c8 black bishop · d8 black queen · f8 black rook · g8 black king · a7 black pawn · b7 black pawn · c7 black pawn · f7 black pawn · g7 black bishop · h7 black pawn · d6 black pawn · f6 black knight · g6 black pawn · e5 black pawn · c4 white pawn · d4 white pawn · e4 white pawn · c3 white knight · f3 white knight · a2 white pawn · b2 white pawn · e2 white bishop · f2 white pawn · g2 white pawn · h2 white pawn · a1 white rook · c1 white bishop · d1 white queen · e1 white king · h1 white rook | a8 black rook · b8 black knight · c8 black bishop · d8 black queen · f8 black rook · g8 black king · a7 black pawn · b7 black pawn · c7 black pawn · f7 black pawn · g7 black bishop · h7 black pawn · d6 black pawn · f6 black knight · g6 black pawn · e5 black pawn · c4 white pawn · d4 white pawn · e4 white pawn · c3 white knight · f3 white knight · a2 white pawn · b2 white pawn · e2 white bishop · f2 white pawn · g2 white pawn · h2 white pawn · a1 white rook · c1 white bishop · d1 white queen · e1 white king · h1 white rook | a8 black rook · b8 black knight · c8 black bishop · d8 black queen · f8 black rook · g8 black king · a7 black pawn · b7 black pawn · c7 black pawn · f7 black pawn · g7 black bishop · h7 black pawn · d6 black pawn · f6 black knight · g6 black pawn · e5 black pawn · c4 white pawn · d4 white pawn · e4 white pawn · c3 white knight · f3 white knight · a2 white pawn · b2 white pawn · e2 white bishop · f2 white pawn · g2 white pawn · h2 white pawn · a1 white rook · c1 white bishop · d1 white queen · e1 white king · h1 white rook | a8 black rook · b8 black knight · c8 black bishop · d8 black queen · f8 black rook · g8 black king · a7 black pawn · b7 black pawn · c7 black pawn · f7 black pawn · g7 black bishop · h7 black pawn · d6 black pawn · f6 black knight · g6 black pawn · e5 black pawn · c4 white pawn · d4 white pawn · e4 white pawn · c3 white knight · f3 white knight · a2 white pawn · b2 white pawn · e2 white bishop · f2 white pawn · g2 white pawn · h2 white pawn · a1 white rook · c1 white bishop · d1 white queen · e1 white king · h1 white rook | a8 black rook · b8 black knight · c8 black bishop · d8 black queen · f8 black rook · g8 black king · a7 black pawn · b7 black pawn · c7 black pawn · f7 black pawn · g7 black bishop · h7 black pawn · d6 black pawn · f6 black knight · g6 black pawn · e5 black pawn · c4 white pawn · d4 white pawn · e4 white pawn · c3 white knight · f3 white knight · a2 white pawn · b2 white pawn · e2 white bishop · f2 white pawn · g2 white pawn · h2 white pawn · a1 white rook · c1 white bishop · d1 white queen · e1 white king · h1 white rook | 7 |
| 6 | a8 black rook · b8 black knight · c8 black bishop · d8 black queen · f8 black rook · g8 black king · a7 black pawn · b7 black pawn · c7 black pawn · f7 black pawn · g7 black bishop · h7 black pawn · d6 black pawn · f6 black knight · g6 black pawn · e5 black pawn · c4 white pawn · d4 white pawn · e4 white pawn · c3 white knight · f3 white knight · a2 white pawn · b2 white pawn · e2 white bishop · f2 white pawn · g2 white pawn · h2 white pawn · a1 white rook · c1 white bishop · d1 white queen · e1 white king · h1 white rook | a8 black rook · b8 black knight · c8 black bishop · d8 black queen · f8 black rook · g8 black king · a7 black pawn · b7 black pawn · c7 black pawn · f7 black pawn · g7 black bishop · h7 black pawn · d6 black pawn · f6 black knight · g6 black pawn · e5 black pawn · c4 white pawn · d4 white pawn · e4 white pawn · c3 white knight · f3 white knight · a2 white pawn · b2 white pawn · e2 white bishop · f2 white pawn · g2 white pawn · h2 white pawn · a1 white rook · c1 white bishop · d1 white queen · e1 white king · h1 white rook | a8 black rook · b8 black knight · c8 black bishop · d8 black queen · f8 black rook · g8 black king · a7 black pawn · b7 black pawn · c7 black pawn · f7 black pawn · g7 black bishop · h7 black pawn · d6 black pawn · f6 black knight · g6 black pawn · e5 black pawn · c4 white pawn · d4 white pawn · e4 white pawn · c3 white knight · f3 white knight · a2 white pawn · b2 white pawn · e2 white bishop · f2 white pawn · g2 white pawn · h2 white pawn · a1 white rook · c1 white bishop · d1 white queen · e1 white king · h1 white rook | a8 black rook · b8 black knight · c8 black bishop · d8 black queen · f8 black rook · g8 black king · a7 black pawn · b7 black pawn · c7 black pawn · f7 black pawn · g7 black bishop · h7 black pawn · d6 black pawn · f6 black knight · g6 black pawn · e5 black pawn · c4 white pawn · d4 white pawn · e4 white pawn · c3 white knight · f3 white knight · a2 white pawn · b2 white pawn · e2 white bishop · f2 white pawn · g2 white pawn · h2 white pawn · a1 white rook · c1 white bishop · d1 white queen · e1 white king · h1 white rook | a8 black rook · b8 black knight · c8 black bishop · d8 black queen · f8 black rook · g8 black king · a7 black pawn · b7 black pawn · c7 black pawn · f7 black pawn · g7 black bishop · h7 black pawn · d6 black pawn · f6 black knight · g6 black pawn · e5 black pawn · c4 white pawn · d4 white pawn · e4 white pawn · c3 white knight · f3 white knight · a2 white pawn · b2 white pawn · e2 white bishop · f2 white pawn · g2 white pawn · h2 white pawn · a1 white rook · c1 white bishop · d1 white queen · e1 white king · h1 white rook | a8 black rook · b8 black knight · c8 black bishop · d8 black queen · f8 black rook · g8 black king · a7 black pawn · b7 black pawn · c7 black pawn · f7 black pawn · g7 black bishop · h7 black pawn · d6 black pawn · f6 black knight · g6 black pawn · e5 black pawn · c4 white pawn · d4 white pawn · e4 white pawn · c3 white knight · f3 white knight · a2 white pawn · b2 white pawn · e2 white bishop · f2 white pawn · g2 white pawn · h2 white pawn · a1 white rook · c1 white bishop · d1 white queen · e1 white king · h1 white rook | a8 black rook · b8 black knight · c8 black bishop · d8 black queen · f8 black rook · g8 black king · a7 black pawn · b7 black pawn · c7 black pawn · f7 black pawn · g7 black bishop · h7 black pawn · d6 black pawn · f6 black knight · g6 black pawn · e5 black pawn · c4 white pawn · d4 white pawn · e4 white pawn · c3 white knight · f3 white knight · a2 white pawn · b2 white pawn · e2 white bishop · f2 white pawn · g2 white pawn · h2 white pawn · a1 white rook · c1 white bishop · d1 white queen · e1 white king · h1 white rook | a8 black rook · b8 black knight · c8 black bishop · d8 black queen · f8 black rook · g8 black king · a7 black pawn · b7 black pawn · c7 black pawn · f7 black pawn · g7 black bishop · h7 black pawn · d6 black pawn · f6 black knight · g6 black pawn · e5 black pawn · c4 white pawn · d4 white pawn · e4 white pawn · c3 white knight · f3 white knight · a2 white pawn · b2 white pawn · e2 white bishop · f2 white pawn · g2 white pawn · h2 white pawn · a1 white rook · c1 white bishop · d1 white queen · e1 white king · h1 white rook | 6 |
| 5 | a8 black rook · b8 black knight · c8 black bishop · d8 black queen · f8 black rook · g8 black king · a7 black pawn · b7 black pawn · c7 black pawn · f7 black pawn · g7 black bishop · h7 black pawn · d6 black pawn · f6 black knight · g6 black pawn · e5 black pawn · c4 white pawn · d4 white pawn · e4 white pawn · c3 white knight · f3 white knight · a2 white pawn · b2 white pawn · e2 white bishop · f2 white pawn · g2 white pawn · h2 white pawn · a1 white rook · c1 white bishop · d1 white queen · e1 white king · h1 white rook | a8 black rook · b8 black knight · c8 black bishop · d8 black queen · f8 black rook · g8 black king · a7 black pawn · b7 black pawn · c7 black pawn · f7 black pawn · g7 black bishop · h7 black pawn · d6 black pawn · f6 black knight · g6 black pawn · e5 black pawn · c4 white pawn · d4 white pawn · e4 white pawn · c3 white knight · f3 white knight · a2 white pawn · b2 white pawn · e2 white bishop · f2 white pawn · g2 white pawn · h2 white pawn · a1 white rook · c1 white bishop · d1 white queen · e1 white king · h1 white rook | a8 black rook · b8 black knight · c8 black bishop · d8 black queen · f8 black rook · g8 black king · a7 black pawn · b7 black pawn · c7 black pawn · f7 black pawn · g7 black bishop · h7 black pawn · d6 black pawn · f6 black knight · g6 black pawn · e5 black pawn · c4 white pawn · d4 white pawn · e4 white pawn · c3 white knight · f3 white knight · a2 white pawn · b2 white pawn · e2 white bishop · f2 white pawn · g2 white pawn · h2 white pawn · a1 white rook · c1 white bishop · d1 white queen · e1 white king · h1 white rook | a8 black rook · b8 black knight · c8 black bishop · d8 black queen · f8 black rook · g8 black king · a7 black pawn · b7 black pawn · c7 black pawn · f7 black pawn · g7 black bishop · h7 black pawn · d6 black pawn · f6 black knight · g6 black pawn · e5 black pawn · c4 white pawn · d4 white pawn · e4 white pawn · c3 white knight · f3 white knight · a2 white pawn · b2 white pawn · e2 white bishop · f2 white pawn · g2 white pawn · h2 white pawn · a1 white rook · c1 white bishop · d1 white queen · e1 white king · h1 white rook | a8 black rook · b8 black knight · c8 black bishop · d8 black queen · f8 black rook · g8 black king · a7 black pawn · b7 black pawn · c7 black pawn · f7 black pawn · g7 black bishop · h7 black pawn · d6 black pawn · f6 black knight · g6 black pawn · e5 black pawn · c4 white pawn · d4 white pawn · e4 white pawn · c3 white knight · f3 white knight · a2 white pawn · b2 white pawn · e2 white bishop · f2 white pawn · g2 white pawn · h2 white pawn · a1 white rook · c1 white bishop · d1 white queen · e1 white king · h1 white rook | a8 black rook · b8 black knight · c8 black bishop · d8 black queen · f8 black rook · g8 black king · a7 black pawn · b7 black pawn · c7 black pawn · f7 black pawn · g7 black bishop · h7 black pawn · d6 black pawn · f6 black knight · g6 black pawn · e5 black pawn · c4 white pawn · d4 white pawn · e4 white pawn · c3 white knight · f3 white knight · a2 white pawn · b2 white pawn · e2 white bishop · f2 white pawn · g2 white pawn · h2 white pawn · a1 white rook · c1 white bishop · d1 white queen · e1 white king · h1 white rook | a8 black rook · b8 black knight · c8 black bishop · d8 black queen · f8 black rook · g8 black king · a7 black pawn · b7 black pawn · c7 black pawn · f7 black pawn · g7 black bishop · h7 black pawn · d6 black pawn · f6 black knight · g6 black pawn · e5 black pawn · c4 white pawn · d4 white pawn · e4 white pawn · c3 white knight · f3 white knight · a2 white pawn · b2 white pawn · e2 white bishop · f2 white pawn · g2 white pawn · h2 white pawn · a1 white rook · c1 white bishop · d1 white queen · e1 white king · h1 white rook | a8 black rook · b8 black knight · c8 black bishop · d8 black queen · f8 black rook · g8 black king · a7 black pawn · b7 black pawn · c7 black pawn · f7 black pawn · g7 black bishop · h7 black pawn · d6 black pawn · f6 black knight · g6 black pawn · e5 black pawn · c4 white pawn · d4 white pawn · e4 white pawn · c3 white knight · f3 white knight · a2 white pawn · b2 white pawn · e2 white bishop · f2 white pawn · g2 white pawn · h2 white pawn · a1 white rook · c1 white bishop · d1 white queen · e1 white king · h1 white rook | 5 |
| 4 | a8 black rook · b8 black knight · c8 black bishop · d8 black queen · f8 black rook · g8 black king · a7 black pawn · b7 black pawn · c7 black pawn · f7 black pawn · g7 black bishop · h7 black pawn · d6 black pawn · f6 black knight · g6 black pawn · e5 black pawn · c4 white pawn · d4 white pawn · e4 white pawn · c3 white knight · f3 white knight · a2 white pawn · b2 white pawn · e2 white bishop · f2 white pawn · g2 white pawn · h2 white pawn · a1 white rook · c1 white bishop · d1 white queen · e1 white king · h1 white rook | a8 black rook · b8 black knight · c8 black bishop · d8 black queen · f8 black rook · g8 black king · a7 black pawn · b7 black pawn · c7 black pawn · f7 black pawn · g7 black bishop · h7 black pawn · d6 black pawn · f6 black knight · g6 black pawn · e5 black pawn · c4 white pawn · d4 white pawn · e4 white pawn · c3 white knight · f3 white knight · a2 white pawn · b2 white pawn · e2 white bishop · f2 white pawn · g2 white pawn · h2 white pawn · a1 white rook · c1 white bishop · d1 white queen · e1 white king · h1 white rook | a8 black rook · b8 black knight · c8 black bishop · d8 black queen · f8 black rook · g8 black king · a7 black pawn · b7 black pawn · c7 black pawn · f7 black pawn · g7 black bishop · h7 black pawn · d6 black pawn · f6 black knight · g6 black pawn · e5 black pawn · c4 white pawn · d4 white pawn · e4 white pawn · c3 white knight · f3 white knight · a2 white pawn · b2 white pawn · e2 white bishop · f2 white pawn · g2 white pawn · h2 white pawn · a1 white rook · c1 white bishop · d1 white queen · e1 white king · h1 white rook | a8 black rook · b8 black knight · c8 black bishop · d8 black queen · f8 black rook · g8 black king · a7 black pawn · b7 black pawn · c7 black pawn · f7 black pawn · g7 black bishop · h7 black pawn · d6 black pawn · f6 black knight · g6 black pawn · e5 black pawn · c4 white pawn · d4 white pawn · e4 white pawn · c3 white knight · f3 white knight · a2 white pawn · b2 white pawn · e2 white bishop · f2 white pawn · g2 white pawn · h2 white pawn · a1 white rook · c1 white bishop · d1 white queen · e1 white king · h1 white rook | a8 black rook · b8 black knight · c8 black bishop · d8 black queen · f8 black rook · g8 black king · a7 black pawn · b7 black pawn · c7 black pawn · f7 black pawn · g7 black bishop · h7 black pawn · d6 black pawn · f6 black knight · g6 black pawn · e5 black pawn · c4 white pawn · d4 white pawn · e4 white pawn · c3 white knight · f3 white knight · a2 white pawn · b2 white pawn · e2 white bishop · f2 white pawn · g2 white pawn · h2 white pawn · a1 white rook · c1 white bishop · d1 white queen · e1 white king · h1 white rook | a8 black rook · b8 black knight · c8 black bishop · d8 black queen · f8 black rook · g8 black king · a7 black pawn · b7 black pawn · c7 black pawn · f7 black pawn · g7 black bishop · h7 black pawn · d6 black pawn · f6 black knight · g6 black pawn · e5 black pawn · c4 white pawn · d4 white pawn · e4 white pawn · c3 white knight · f3 white knight · a2 white pawn · b2 white pawn · e2 white bishop · f2 white pawn · g2 white pawn · h2 white pawn · a1 white rook · c1 white bishop · d1 white queen · e1 white king · h1 white rook | a8 black rook · b8 black knight · c8 black bishop · d8 black queen · f8 black rook · g8 black king · a7 black pawn · b7 black pawn · c7 black pawn · f7 black pawn · g7 black bishop · h7 black pawn · d6 black pawn · f6 black knight · g6 black pawn · e5 black pawn · c4 white pawn · d4 white pawn · e4 white pawn · c3 white knight · f3 white knight · a2 white pawn · b2 white pawn · e2 white bishop · f2 white pawn · g2 white pawn · h2 white pawn · a1 white rook · c1 white bishop · d1 white queen · e1 white king · h1 white rook | a8 black rook · b8 black knight · c8 black bishop · d8 black queen · f8 black rook · g8 black king · a7 black pawn · b7 black pawn · c7 black pawn · f7 black pawn · g7 black bishop · h7 black pawn · d6 black pawn · f6 black knight · g6 black pawn · e5 black pawn · c4 white pawn · d4 white pawn · e4 white pawn · c3 white knight · f3 white knight · a2 white pawn · b2 white pawn · e2 white bishop · f2 white pawn · g2 white pawn · h2 white pawn · a1 white rook · c1 white bishop · d1 white queen · e1 white king · h1 white rook | 4 |
| 3 | a8 black rook · b8 black knight · c8 black bishop · d8 black queen · f8 black rook · g8 black king · a7 black pawn · b7 black pawn · c7 black pawn · f7 black pawn · g7 black bishop · h7 black pawn · d6 black pawn · f6 black knight · g6 black pawn · e5 black pawn · c4 white pawn · d4 white pawn · e4 white pawn · c3 white knight · f3 white knight · a2 white pawn · b2 white pawn · e2 white bishop · f2 white pawn · g2 white pawn · h2 white pawn · a1 white rook · c1 white bishop · d1 white queen · e1 white king · h1 white rook | a8 black rook · b8 black knight · c8 black bishop · d8 black queen · f8 black rook · g8 black king · a7 black pawn · b7 black pawn · c7 black pawn · f7 black pawn · g7 black bishop · h7 black pawn · d6 black pawn · f6 black knight · g6 black pawn · e5 black pawn · c4 white pawn · d4 white pawn · e4 white pawn · c3 white knight · f3 white knight · a2 white pawn · b2 white pawn · e2 white bishop · f2 white pawn · g2 white pawn · h2 white pawn · a1 white rook · c1 white bishop · d1 white queen · e1 white king · h1 white rook | a8 black rook · b8 black knight · c8 black bishop · d8 black queen · f8 black rook · g8 black king · a7 black pawn · b7 black pawn · c7 black pawn · f7 black pawn · g7 black bishop · h7 black pawn · d6 black pawn · f6 black knight · g6 black pawn · e5 black pawn · c4 white pawn · d4 white pawn · e4 white pawn · c3 white knight · f3 white knight · a2 white pawn · b2 white pawn · e2 white bishop · f2 white pawn · g2 white pawn · h2 white pawn · a1 white rook · c1 white bishop · d1 white queen · e1 white king · h1 white rook | a8 black rook · b8 black knight · c8 black bishop · d8 black queen · f8 black rook · g8 black king · a7 black pawn · b7 black pawn · c7 black pawn · f7 black pawn · g7 black bishop · h7 black pawn · d6 black pawn · f6 black knight · g6 black pawn · e5 black pawn · c4 white pawn · d4 white pawn · e4 white pawn · c3 white knight · f3 white knight · a2 white pawn · b2 white pawn · e2 white bishop · f2 white pawn · g2 white pawn · h2 white pawn · a1 white rook · c1 white bishop · d1 white queen · e1 white king · h1 white rook | a8 black rook · b8 black knight · c8 black bishop · d8 black queen · f8 black rook · g8 black king · a7 black pawn · b7 black pawn · c7 black pawn · f7 black pawn · g7 black bishop · h7 black pawn · d6 black pawn · f6 black knight · g6 black pawn · e5 black pawn · c4 white pawn · d4 white pawn · e4 white pawn · c3 white knight · f3 white knight · a2 white pawn · b2 white pawn · e2 white bishop · f2 white pawn · g2 white pawn · h2 white pawn · a1 white rook · c1 white bishop · d1 white queen · e1 white king · h1 white rook | a8 black rook · b8 black knight · c8 black bishop · d8 black queen · f8 black rook · g8 black king · a7 black pawn · b7 black pawn · c7 black pawn · f7 black pawn · g7 black bishop · h7 black pawn · d6 black pawn · f6 black knight · g6 black pawn · e5 black pawn · c4 white pawn · d4 white pawn · e4 white pawn · c3 white knight · f3 white knight · a2 white pawn · b2 white pawn · e2 white bishop · f2 white pawn · g2 white pawn · h2 white pawn · a1 white rook · c1 white bishop · d1 white queen · e1 white king · h1 white rook | a8 black rook · b8 black knight · c8 black bishop · d8 black queen · f8 black rook · g8 black king · a7 black pawn · b7 black pawn · c7 black pawn · f7 black pawn · g7 black bishop · h7 black pawn · d6 black pawn · f6 black knight · g6 black pawn · e5 black pawn · c4 white pawn · d4 white pawn · e4 white pawn · c3 white knight · f3 white knight · a2 white pawn · b2 white pawn · e2 white bishop · f2 white pawn · g2 white pawn · h2 white pawn · a1 white rook · c1 white bishop · d1 white queen · e1 white king · h1 white rook | a8 black rook · b8 black knight · c8 black bishop · d8 black queen · f8 black rook · g8 black king · a7 black pawn · b7 black pawn · c7 black pawn · f7 black pawn · g7 black bishop · h7 black pawn · d6 black pawn · f6 black knight · g6 black pawn · e5 black pawn · c4 white pawn · d4 white pawn · e4 white pawn · c3 white knight · f3 white knight · a2 white pawn · b2 white pawn · e2 white bishop · f2 white pawn · g2 white pawn · h2 white pawn · a1 white rook · c1 white bishop · d1 white queen · e1 white king · h1 white rook | 3 |
| 2 | a8 black rook · b8 black knight · c8 black bishop · d8 black queen · f8 black rook · g8 black king · a7 black pawn · b7 black pawn · c7 black pawn · f7 black pawn · g7 black bishop · h7 black pawn · d6 black pawn · f6 black knight · g6 black pawn · e5 black pawn · c4 white pawn · d4 white pawn · e4 white pawn · c3 white knight · f3 white knight · a2 white pawn · b2 white pawn · e2 white bishop · f2 white pawn · g2 white pawn · h2 white pawn · a1 white rook · c1 white bishop · d1 white queen · e1 white king · h1 white rook | a8 black rook · b8 black knight · c8 black bishop · d8 black queen · f8 black rook · g8 black king · a7 black pawn · b7 black pawn · c7 black pawn · f7 black pawn · g7 black bishop · h7 black pawn · d6 black pawn · f6 black knight · g6 black pawn · e5 black pawn · c4 white pawn · d4 white pawn · e4 white pawn · c3 white knight · f3 white knight · a2 white pawn · b2 white pawn · e2 white bishop · f2 white pawn · g2 white pawn · h2 white pawn · a1 white rook · c1 white bishop · d1 white queen · e1 white king · h1 white rook | a8 black rook · b8 black knight · c8 black bishop · d8 black queen · f8 black rook · g8 black king · a7 black pawn · b7 black pawn · c7 black pawn · f7 black pawn · g7 black bishop · h7 black pawn · d6 black pawn · f6 black knight · g6 black pawn · e5 black pawn · c4 white pawn · d4 white pawn · e4 white pawn · c3 white knight · f3 white knight · a2 white pawn · b2 white pawn · e2 white bishop · f2 white pawn · g2 white pawn · h2 white pawn · a1 white rook · c1 white bishop · d1 white queen · e1 white king · h1 white rook | a8 black rook · b8 black knight · c8 black bishop · d8 black queen · f8 black rook · g8 black king · a7 black pawn · b7 black pawn · c7 black pawn · f7 black pawn · g7 black bishop · h7 black pawn · d6 black pawn · f6 black knight · g6 black pawn · e5 black pawn · c4 white pawn · d4 white pawn · e4 white pawn · c3 white knight · f3 white knight · a2 white pawn · b2 white pawn · e2 white bishop · f2 white pawn · g2 white pawn · h2 white pawn · a1 white rook · c1 white bishop · d1 white queen · e1 white king · h1 white rook | a8 black rook · b8 black knight · c8 black bishop · d8 black queen · f8 black rook · g8 black king · a7 black pawn · b7 black pawn · c7 black pawn · f7 black pawn · g7 black bishop · h7 black pawn · d6 black pawn · f6 black knight · g6 black pawn · e5 black pawn · c4 white pawn · d4 white pawn · e4 white pawn · c3 white knight · f3 white knight · a2 white pawn · b2 white pawn · e2 white bishop · f2 white pawn · g2 white pawn · h2 white pawn · a1 white rook · c1 white bishop · d1 white queen · e1 white king · h1 white rook | a8 black rook · b8 black knight · c8 black bishop · d8 black queen · f8 black rook · g8 black king · a7 black pawn · b7 black pawn · c7 black pawn · f7 black pawn · g7 black bishop · h7 black pawn · d6 black pawn · f6 black knight · g6 black pawn · e5 black pawn · c4 white pawn · d4 white pawn · e4 white pawn · c3 white knight · f3 white knight · a2 white pawn · b2 white pawn · e2 white bishop · f2 white pawn · g2 white pawn · h2 white pawn · a1 white rook · c1 white bishop · d1 white queen · e1 white king · h1 white rook | a8 black rook · b8 black knight · c8 black bishop · d8 black queen · f8 black rook · g8 black king · a7 black pawn · b7 black pawn · c7 black pawn · f7 black pawn · g7 black bishop · h7 black pawn · d6 black pawn · f6 black knight · g6 black pawn · e5 black pawn · c4 white pawn · d4 white pawn · e4 white pawn · c3 white knight · f3 white knight · a2 white pawn · b2 white pawn · e2 white bishop · f2 white pawn · g2 white pawn · h2 white pawn · a1 white rook · c1 white bishop · d1 white queen · e1 white king · h1 white rook | a8 black rook · b8 black knight · c8 black bishop · d8 black queen · f8 black rook · g8 black king · a7 black pawn · b7 black pawn · c7 black pawn · f7 black pawn · g7 black bishop · h7 black pawn · d6 black pawn · f6 black knight · g6 black pawn · e5 black pawn · c4 white pawn · d4 white pawn · e4 white pawn · c3 white knight · f3 white knight · a2 white pawn · b2 white pawn · e2 white bishop · f2 white pawn · g2 white pawn · h2 white pawn · a1 white rook · c1 white bishop · d1 white queen · e1 white king · h1 white rook | 2 |
| 1 | a8 black rook · b8 black knight · c8 black bishop · d8 black queen · f8 black rook · g8 black king · a7 black pawn · b7 black pawn · c7 black pawn · f7 black pawn · g7 black bishop · h7 black pawn · d6 black pawn · f6 black knight · g6 black pawn · e5 black pawn · c4 white pawn · d4 white pawn · e4 white pawn · c3 white knight · f3 white knight · a2 white pawn · b2 white pawn · e2 white bishop · f2 white pawn · g2 white pawn · h2 white pawn · a1 white rook · c1 white bishop · d1 white queen · e1 white king · h1 white rook | a8 black rook · b8 black knight · c8 black bishop · d8 black queen · f8 black rook · g8 black king · a7 black pawn · b7 black pawn · c7 black pawn · f7 black pawn · g7 black bishop · h7 black pawn · d6 black pawn · f6 black knight · g6 black pawn · e5 black pawn · c4 white pawn · d4 white pawn · e4 white pawn · c3 white knight · f3 white knight · a2 white pawn · b2 white pawn · e2 white bishop · f2 white pawn · g2 white pawn · h2 white pawn · a1 white rook · c1 white bishop · d1 white queen · e1 white king · h1 white rook | a8 black rook · b8 black knight · c8 black bishop · d8 black queen · f8 black rook · g8 black king · a7 black pawn · b7 black pawn · c7 black pawn · f7 black pawn · g7 black bishop · h7 black pawn · d6 black pawn · f6 black knight · g6 black pawn · e5 black pawn · c4 white pawn · d4 white pawn · e4 white pawn · c3 white knight · f3 white knight · a2 white pawn · b2 white pawn · e2 white bishop · f2 white pawn · g2 white pawn · h2 white pawn · a1 white rook · c1 white bishop · d1 white queen · e1 white king · h1 white rook | a8 black rook · b8 black knight · c8 black bishop · d8 black queen · f8 black rook · g8 black king · a7 black pawn · b7 black pawn · c7 black pawn · f7 black pawn · g7 black bishop · h7 black pawn · d6 black pawn · f6 black knight · g6 black pawn · e5 black pawn · c4 white pawn · d4 white pawn · e4 white pawn · c3 white knight · f3 white knight · a2 white pawn · b2 white pawn · e2 white bishop · f2 white pawn · g2 white pawn · h2 white pawn · a1 white rook · c1 white bishop · d1 white queen · e1 white king · h1 white rook | a8 black rook · b8 black knight · c8 black bishop · d8 black queen · f8 black rook · g8 black king · a7 black pawn · b7 black pawn · c7 black pawn · f7 black pawn · g7 black bishop · h7 black pawn · d6 black pawn · f6 black knight · g6 black pawn · e5 black pawn · c4 white pawn · d4 white pawn · e4 white pawn · c3 white knight · f3 white knight · a2 white pawn · b2 white pawn · e2 white bishop · f2 white pawn · g2 white pawn · h2 white pawn · a1 white rook · c1 white bishop · d1 white queen · e1 white king · h1 white rook | a8 black rook · b8 black knight · c8 black bishop · d8 black queen · f8 black rook · g8 black king · a7 black pawn · b7 black pawn · c7 black pawn · f7 black pawn · g7 black bishop · h7 black pawn · d6 black pawn · f6 black knight · g6 black pawn · e5 black pawn · c4 white pawn · d4 white pawn · e4 white pawn · c3 white knight · f3 white knight · a2 white pawn · b2 white pawn · e2 white bishop · f2 white pawn · g2 white pawn · h2 white pawn · a1 white rook · c1 white bishop · d1 white queen · e1 white king · h1 white rook | a8 black rook · b8 black knight · c8 black bishop · d8 black queen · f8 black rook · g8 black king · a7 black pawn · b7 black pawn · c7 black pawn · f7 black pawn · g7 black bishop · h7 black pawn · d6 black pawn · f6 black knight · g6 black pawn · e5 black pawn · c4 white pawn · d4 white pawn · e4 white pawn · c3 white knight · f3 white knight · a2 white pawn · b2 white pawn · e2 white bishop · f2 white pawn · g2 white pawn · h2 white pawn · a1 white rook · c1 white bishop · d1 white queen · e1 white king · h1 white rook | a8 black rook · b8 black knight · c8 black bishop · d8 black queen · f8 black rook · g8 black king · a7 black pawn · b7 black pawn · c7 black pawn · f7 black pawn · g7 black bishop · h7 black pawn · d6 black pawn · f6 black knight · g6 black pawn · e5 black pawn · c4 white pawn · d4 white pawn · e4 white pawn · c3 white knight · f3 white knight · a2 white pawn · b2 white pawn · e2 white bishop · f2 white pawn · g2 white pawn · h2 white pawn · a1 white rook · c1 white bishop · d1 white queen · e1 white king · h1 white rook | 1 |
|   | a | b | c | d | e | f | g | h |   |

## Познате партије
- Михаил Ботвиник – Михаил Таљ - шеста партија у мечу за титулу шампиона света 1960. године

1. ц4 Сф6
2. Сф3 г6
3. г3 Лг7
4. Лг2 O-O
5. д4 д6
6. Сц3 Сбд7
7. O-O e5
8. e4 ц6
9. х3 Дб6
10. д5 ц:д5
11. ц:д5 Сц5
12. Се1 Лб7
13. Сд3 Сд3
14. Дд3 Тфц8
15. Тб1 Сх5
16. Лe3 Дб4
17. Де2 Тц4
18. Тфц1 Тац8
19. Kх2 ф5
20. е:ф5 Лф5
21. Та1 Сф4
22. г:ф4 e:ф4
23. Лд2 Дб2
24. Таб1 ф3
25. Тб2 ф:е2
26. Тб3 Тд4
27. Лe1 Лe5
28. Kг1 Bф4
29. Се2 Тц1
30. Сд4 Тe1
31. Лф1 Ле4
32. Сe2 Ле5
33. ф4 Лф6
34. Тб7 Лд5
35. Тц7 Лa2
36. Тa7 Лц4
37. Тa8 Kф7
38. Тa7 Ke6
39. Тa3 д5
40. Kф2 Лх4
41. Kг2 Kд6
42. Сг3 Лг3
43. Лц4 д:ц4
44. Кг3 Kд5
45. Тa7 ц3
46. Тц7 Кд4
47. Тд7

0:1